# サワスズメノヒエ
サワスズメノヒエ Paspalum vaginatum Swartz. は、イネ科植物の一つ。熱帯を中心に海岸に生える。近年は芝生として利用される。

## 概説
匍匐性で、この属では小型種である。よく匍匐枝を伸ばし、短い花茎の上に穂が2本出てV字を描く点など、全体にキシュウスズメノヒエに似て、区別が難しい場合もある。
この種は耐塩性が高く、塩性湿地など様々な海岸に生え、沖縄では海岸植生の代表的なものの一つである。他方、近年はその性質を利用し、シーショアパスパルムの名で芝生として利用される。

## 特徴
匍匐性の多年生草本。水平に走る根茎と匍匐枝を持ち、大きな集団を作る。草丈は高さ50-80cmに達することもある。茎の基部は長く、横に伸びて節から根を出して匍匐する。葉身は長さ4-10cm、幅は2-4mmあるが、その縁が内側に巻いて幅2mm以下に見えることが多い。葉鞘の口部には長い毛があるが、それ以外には全体にほぼ無毛。
花期は7-8月。立ち上がった花茎の先端から2本、時に3本（希に5本まで）の総（小穂の並ぶ枝）を出す。総はV字状に斜めに立つが、後に大きく左右に広がり、また反対に曲がる。総の下面に小穂を2列につける。小穂は長卵形で先端が尖り、長さ3.5-4mmで緑色。第一包穎はなく、第二包穎は花軸側で、小穂と同大で無毛、第一小花は不稔でその護穎は外側にあって、平坦で5脈を持つが、中脈は弱い。稔性のある第二小花の護穎は革質で光沢があり、両縁が巻き込んで内穎を抱く。

## 分布
世界の熱帯・亜熱帯に広く分布する。これには原産地は新熱帯であり、それ以外の分布地はここから広がったとする説もある。日本では屋久島以南、奄美から琉球列島に分布する。

## 生育環境
主に海岸沿い、特に塩性湿地に生育する。沖縄ではマングローブ林の周辺部にサワスズメノヒエ群集が成立する。マングローブ林中流域の縁に沿って発達するもので、本種の他にメヒルギ・オヒルギなどの実生苗が見られ、また場所によってはハイキビやタイワンカモノハシが混じる。さらにマングローブに土砂が流入して陸化したところにも他種に混じって出現する。また数は多くないが砂浜や岩礁海岸でも隙間に溜まった砂地に出現する。
実験的には低濃度であれば塩分が多い方が生長量が増加することが確かめられており、これは双子葉類の真性の塩性植物にも見られる特徴である。
ただし国外では必ずしも海岸線に生育するとは限らず、タイでは標高1200mまで生育するとのこと。

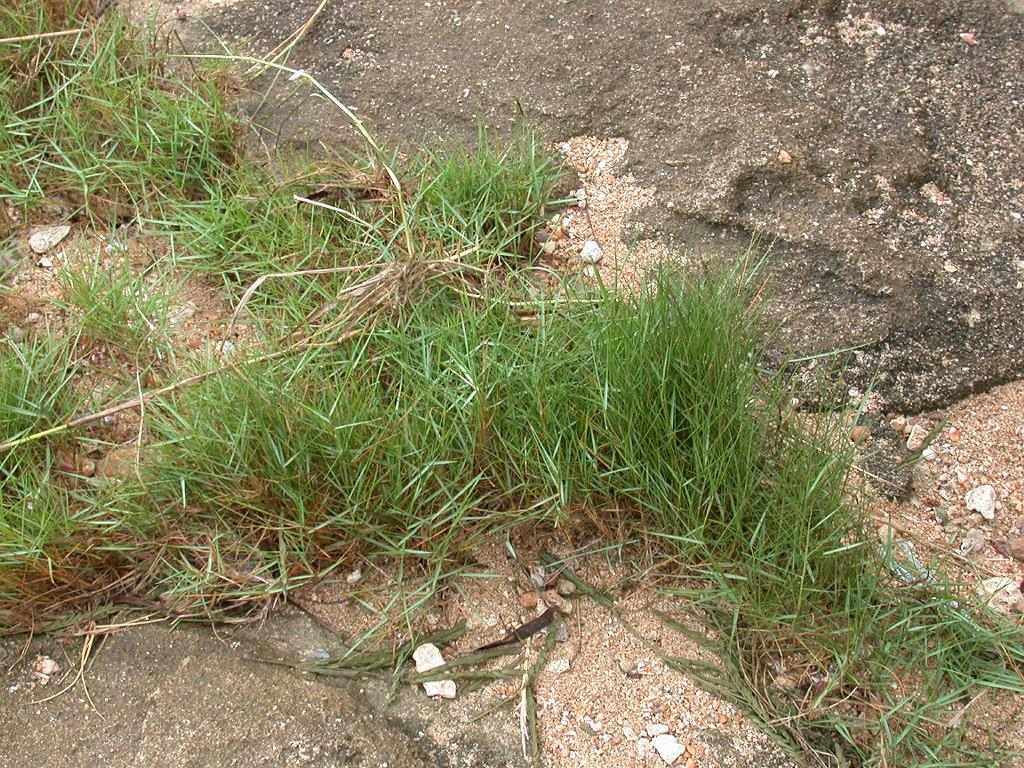
生育状況・岩礁上（沖縄）
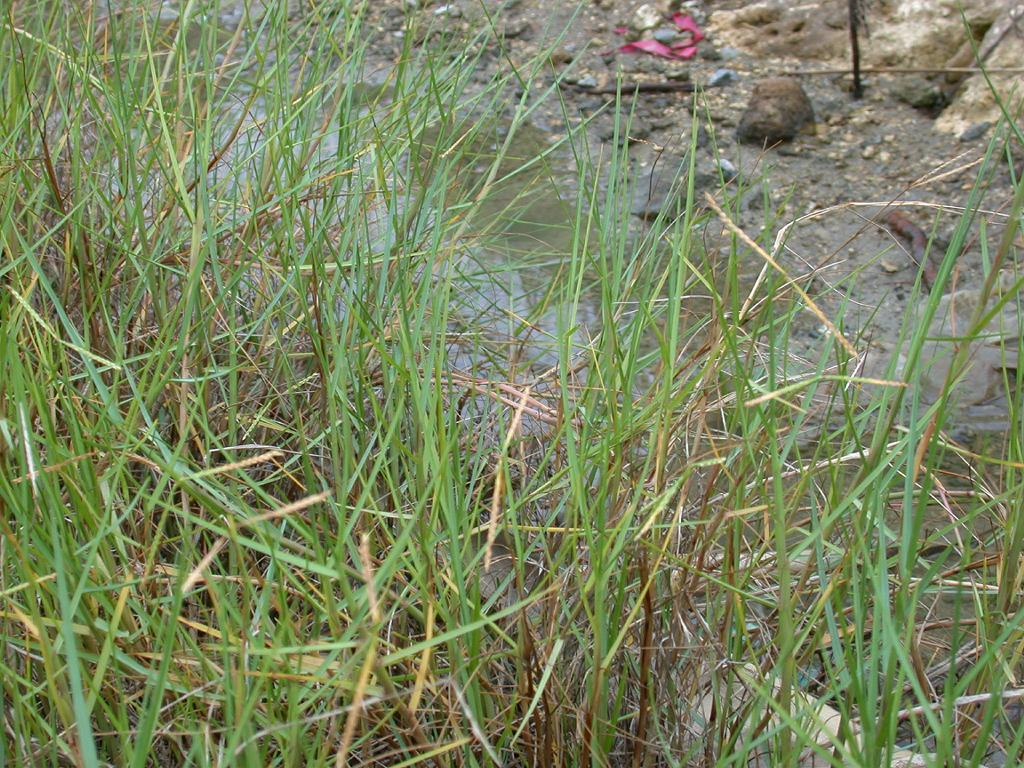
同：泥地水路脇（沖縄）
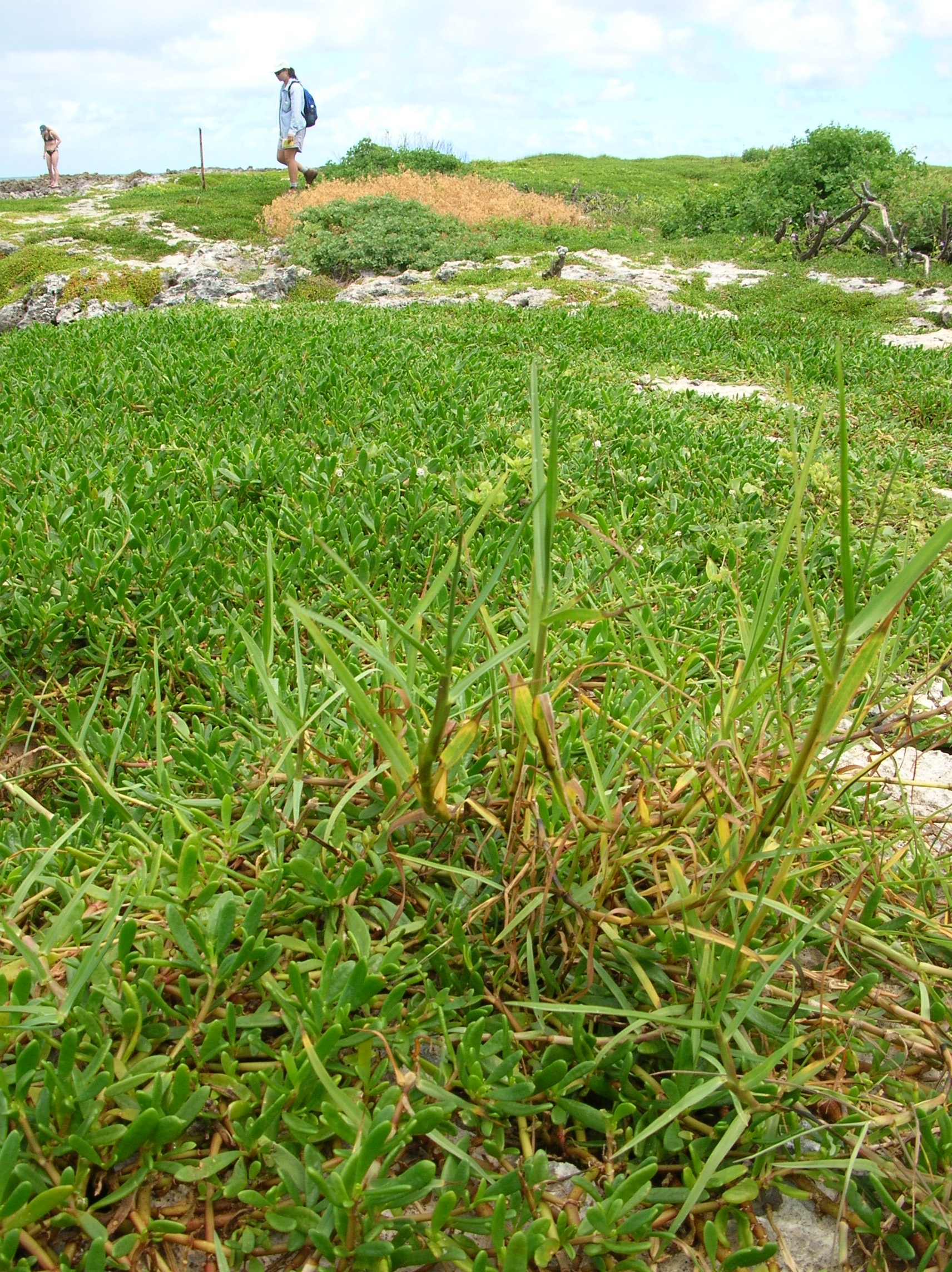
同（オアフ島）

## 類似種
日本産の同属ではキシュウスズメノヒエが非常によく似ている。草姿も花穂もよく似ているが、本種では葉の縁が巻き込むこと、キシュウの方が淡水性であるのに対して本種は海水の影響のある所に生えることでほぼ区別できる。より厳密には本種では小穂の長さが幅のほぼ3倍であること（キシュウでは約2倍）、第二包穎が無毛（キシュウでは微毛がある）、第一小花の護穎の中脈が細くて明瞭でないこと（キシュウでは明瞭）などで区別される。

## 利害
元来は海岸性の野生植物であり、特に利害に関係のない植物であった。だが、近年になってその耐塩性の強さを利用し、暖地の海岸沿いでの芝生として用いられるようになった。その方面での商品名はシーショアパスパルム（あるいは-パスパラム）Seashore paspalum である。そのため熱帯から亜熱帯域におけるスポーツ施設や住宅での芝生として普及しつつある。
耐塩性が強いことは、塩害に耐性があることを意味する。また、海岸に近い地域では得られる水に塩分を含むことが多く、真水を芝生の維持に利用するのは大きなエネルギーの浪費となる。そのため清浄な水は飲用などに限定し、再利用の水や塩分を含んだ水をそれ以外の用途に用いようとの方向性がある。この種を芝生に使えば、塩分を含んだ水を、さらには海水そのものをも灌漑に利用できる。1980年代にハワイのゴルフ場に最初に導入され、広く使用されるに至った。ゴルフ場の芝生としては他にカリフォルニア、テキサス、中東、南アフリカ、アルゼンチン、中国、タイ、インドネシア、フィリピンなどで使われている。ポロの試合場に使われた例もある。また、1970年代から砂地にこの種を植栽して安定させ、緑化するためにも用いられている。そのほか、飼料としての利用もアフリカ、オーストラリア、南北アメリカから報告されている。
Duncan et al. (2000) では環境適合型の芝生として、様々な成長を制限する要因への耐性や病害虫への耐性、人間による攪乱への抵抗性などを挙げ、それらによく適合する種として本種を示している。それによるとこの種は系統にもよるが海水並みの塩分にも耐性を示し、pHでは3.6-10.2まで、干ばつに対してもムカデシバcentipedegrass (Eremochloa ophiuroides) に並ぶほどで、バミューダグラス（ギョウギシバ属 Cynodon spp.）より強い。また雨期やドームでの光不足にも耐性がある。

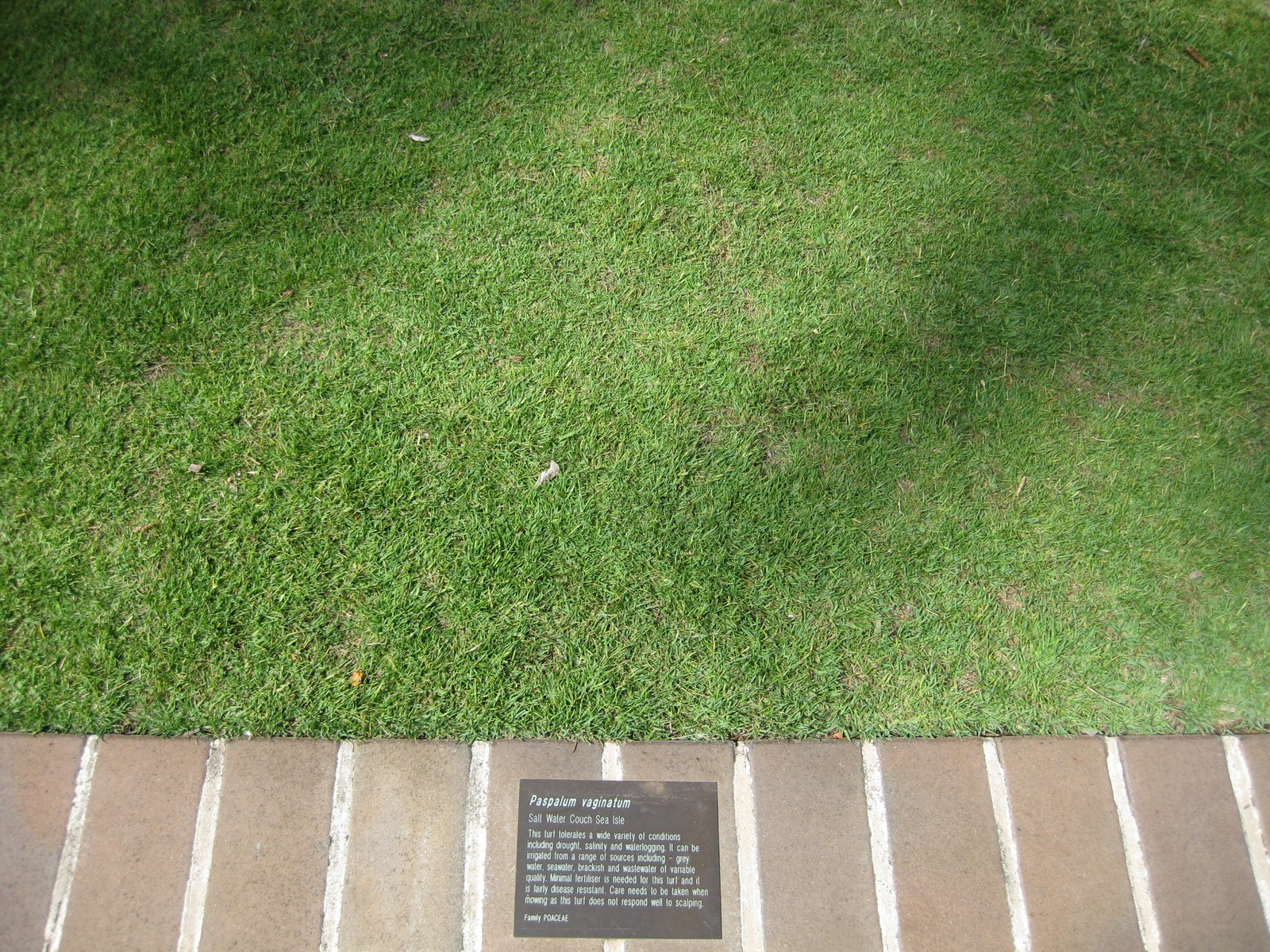
芝生に仕立てたもの
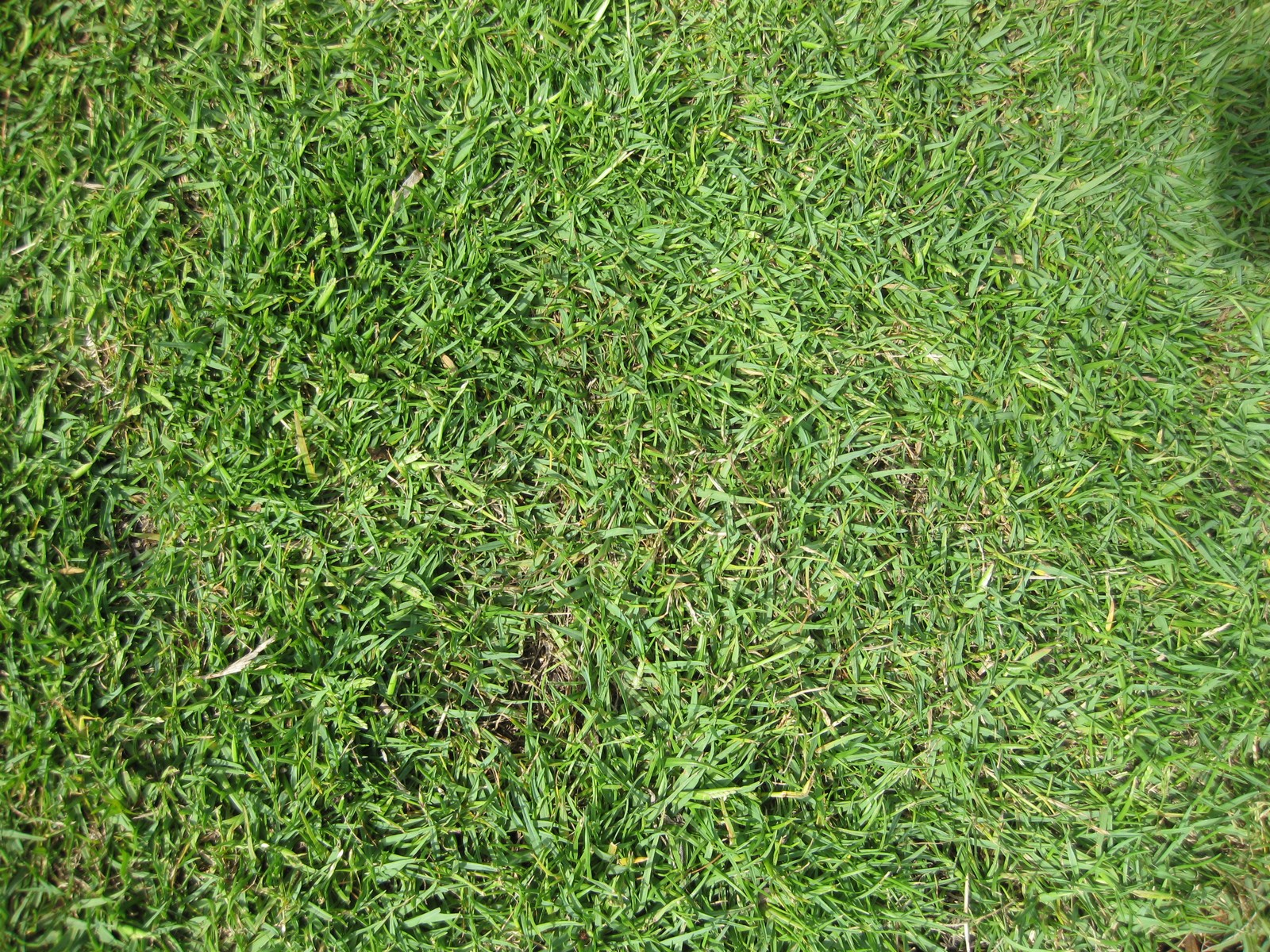
植物の様子
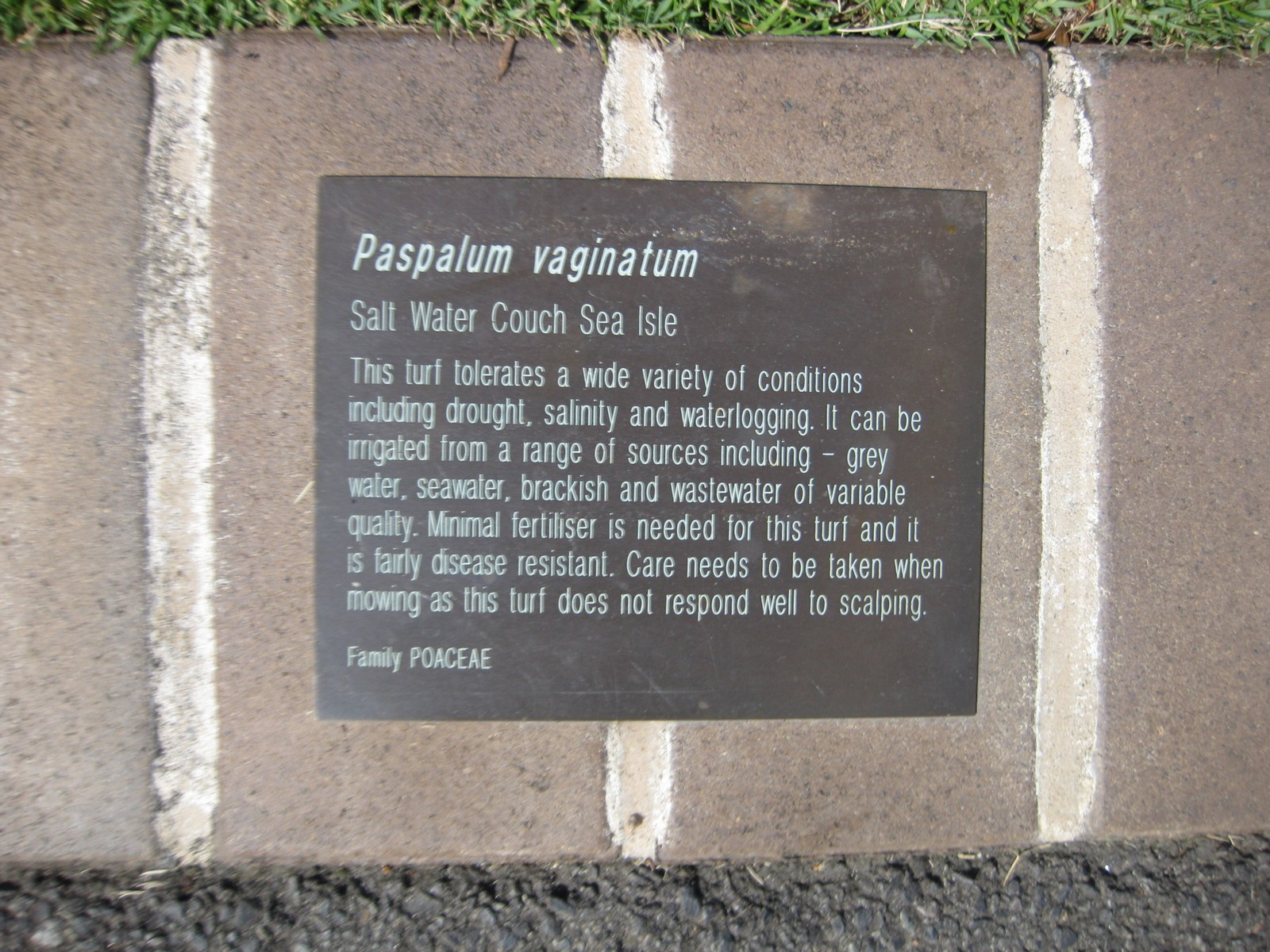
解説板の拡大